# Leichtathletik-Weltmeisterschaften
Die Leichtathletik-Weltmeisterschaften (offizielle Bezeichnung World Athletics Championships) sind Wettkämpfe, um die Weltmeister in den einzelnen Leichtathletikdisziplinen zu ermitteln. Sie werden seit 1983 vom Leichtathletikweltverband World Athletics (bis 2019: IAAF) durchgeführt und sind das fünftgrößte Sportereignis der Welt nach den Olympischen Spielen, der Fußball-Weltmeisterschaft, Rugby-Union-Weltmeisterschaft und der Fußball-Europameisterschaft.
Ursprünglich fanden die Weltmeisterschaften im vierjährlichen Turnus statt, seit 1991 alle zwei Jahre. In den Jahren dazwischen fanden entweder die Olympischen Spiele und/oder die Europameisterschaften statt.
Neben den im Freien stattfindenden Weltmeisterschaften gibt es seit 1985 auch Hallenweltmeisterschaften. Seit 2004 finden sie in den geraden Jahren zwischen den Freiluftweltmeisterschaften statt.
Vorläufer waren zwei Veranstaltungen in den Olympiajahren 1976 und 1980, bei denen Weltmeister in nichtolympischen Leichtathletikdisziplinen ermittelt wurden. 1976 wurde in Malmö der Weltmeister im 50-km-Gehen der Männer bestimmt, 1980 in Sittard dagegen wurden in zwei Frauenwettbewerben (3000-Meter-Lauf und 400-Meter-Hürdenlauf) Weltmeister ermittelt.

## Übersicht
Die Tabelle listet alle Leichtathletik-Weltmeisterschaften auf.
| Jahr | Stadt             | Land           | Datum                 | Stadion                       | Sportler | Nationen |
| ---- | ----------------- | -------------- | --------------------- | ----------------------------- | -------- | -------- |
| 1983 | Helsinki          | Finnland       | 7. bis 14. Aug.       | Olympiastadion                | 1355     | 153      |
| 1987 | Rom               | Italien        | 28. Aug. bis 6. Sep.  | Olympiastadion                | 1451     | 159      |
| 1991 | Tokio             | Japan          | 23. Aug. bis 1. Sep.  | Olympiastadion                | 1517     | 167      |
| 1993 | Stuttgart         | Deutschland    | 13. bis 21. Aug.      | Gottlieb-Daimler-Stadion      | 1689     | 187      |
| 1995 | Göteborg          | Schweden       | 5. bis 13. Aug.       | Ullevi-Stadion                | 1804     | 191      |
| 1997 | Athen             | Griechenland   | 1. bis 10. Aug.       | Olympiastadion                | 1882     | 198      |
| 1999 | Sevilla           | Spanien        | 20. bis 29. Aug.      | Olympiastadion                | 1821     | 201      |
| 2001 | Edmonton          | Kanada         | 3. bis 12. Aug.       | Commonwealth Stadium          | 1677     | 189      |
| 2003 | Paris/Saint-Denis | Frankreich     | 23. bis 31. Aug.      | Stade de France               | 1679     | 198      |
| 2005 | Helsinki          | Finnland       | 6. bis 14. Aug.       | Olympiastadion                | 1688     | 191      |
| 2007 | Osaka             | Japan          | 25. Aug. bis 2. Sep.  | Nagai Stadium                 | 1800     | 197      |
| 2009 | Berlin            | Deutschland    | 15. bis 23. Aug.      | Olympiastadion                | 2101     | 202      |
| 2011 | Daegu             | Südkorea       | 27. Aug. bis 4. Sept. | Daegu-Stadion                 | 1945     | 198      |
| 2013 | Moskau            | Russland       | 10. bis 18. Aug.      | Olympiastadion Luschniki      | 1974     | 206      |
| 2015 | Peking            | China          | 22. bis 30. Aug.      | Nationalstadion               | 1935     | 207      |
| 2017 | London            | Großbritannien | 5. bis 13. Aug.       | Olympiastadion                | 2034     | 205      |
| 2019 | Doha              | Katar          | 27. Sep. bis 6. Okt.  | Khalifa International Stadium | 1772     | 206      |
| 2022 | Eugene            | USA            | 15. bis 24. Juli      | Hayward Field                 | 1900     | 192      |
| 2023 | Budapest          | Ungarn         | 19. bis 27. Aug.      | Nemzeti Atlétikai Központ     | 2187     | 202      |
| 2025 | Tokio             | Japan          | 13. bis 21. Sep.      | Olympiastadion                |          |          |
| 2027 | Peking            | China          | 11. bis 19. Sep.      | Nationalstadion               |          |          |

## Medaillenspiegel seit 1983
Stand: 26. April 2020
| Platz | Land                        | Gold | Silber | Bronze | Gesamt |
| ----- | --------------------------- | ---- | ------ | ------ | ------ |
| 1     | USA                         | 169  | 117    | 94     | 380    |
| 2     | Deutschland                 | 60   | 60     | 65     | 185    |
| 3     | Kenia                       | 60   | 50     | 41     | 151    |
| 4     | Russland                    | 45   | 55     | 56     | 156    |
| 5     | Jamaika                     | 35   | 49     | 43     | 127    |
| 6     | Großbritannien              | 30   | 36     | 35     | 101    |
| 7     | Äthiopien                   | 29   | 30     | 26     | 85     |
| 8     | Sowjetunion                 | 22   | 27     | 28     | 77     |
| 9     | Kuba                        | 22   | 24     | 14     | 60     |
| 10    | Polen                       | 19   | 15     | 24     | 58     |
| 11    | China                       | 17   | 24     | 21     | 62     |
| 12    | Tschechien                  | 16   | 5      | 5      | 26     |
| 13    | Frankreich                  | 13   | 19     | 22     | 54     |
| 14    | Australien                  | 12   | 13     | 11     | 36     |
| 15    | Südafrika                   | 12   | 7      | 8      | 27     |
| 16    | Italien                     | 11   | 15     | 17     | 43     |
| 17    | Ukraine                     | 11   | 13     | 13     | 37     |
| 18    | Marokko                     | 10   | 12     | 8      | 30     |
| 19    | Belarus                     | 9    | 13     | 11     | 33     |
| 20    | Schweden                    | 9    | 5      | 6      | 20     |
| 21    | Bahamas                     | 8    | 9      | 8      | 25     |
| 22    | Norwegen                    | 8    | 5      | 3      | 16     |
| 23    | Spanien                     | 7    | 16     | 16     | 39     |
| 24    | Finnland                    | 7    | 8      | 7      | 22     |
| 25    | Bahrain                     | 7    | 3      | 3      | 13     |
| 26    | Kanada                      | 6    | 14     | 16     | 36     |
| 27    | Japan                       | 6    | 7      | 16     | 29     |
| 28    | Portugal                    | 6    | 7      | 8      | 21     |
| 29    | Algerien                    | 6    | 1      | 3      | 10     |
| 30    | Neuseeland                  | 6    | 1      | 1      | 8      |
| 31    | Rumänien                    | 5    | 8      | 10     | 23     |
| 32    | Griechenland                | 5    | 6      | 11     | 22     |
| 33    | Niederlande                 | 5    | 5      | 19     | 19     |
| 34    | Bulgarien                   | 5    | 3      | 8      | 16     |
| 35    | Tschechoslowakei            | 4    | 4      | 3      | 11     |
| 36    | Kroatien                    | 4    | 3      | 2      | 9      |
| 37    | Katar                       | 4    | 2      | 3      | 9      |
| 38    | Kolumbien                   | 4    | 2      | 2      | 8      |
| 38    | Uganda                      | 4    | 2      | 2      | 8      |
| 40    | Irland                      | 4    | 2      | 0      | 6      |
| 41    | Schweiz                     | 4    | 0      | 4      | 8      |
| 42    | Authorised Neutral Athletes | 3    | 8      | 1      | 12     |
| 43    | Trinidad und Tobago         | 3    | 5      | 7      | 15     |
| 44    | Mexiko                      | 3    | 2      | 8      | 13     |
| 45    | Litauen                     | 3    | 2      | 1      | 6      |
| 46    | Mosambik                    | 3    | 1      | 1      | 5      |
| 46    | Ecuador                     | 3    | 1      | 1      | 5      |
| 48    | Dänemark                    | 3    | 0      | 1      | 4      |
| 49    | Estland                     | 2    | 6      | 2      | 10     |
| 50    | Dominikanische Republik     | 2    | 1      | 1      | 4      |
| 51    | Tadschikistan               | 2    | 1      | 0      | 3      |
| 52    | Venezuela                   | 2    | 0      | 1      | 3      |
| 52    | Grenada                     | 2    | 0      | 1      | 2      |
| 54    | Brasilien                   | 1    | 6      | 6      | 14     |
| 55    | Namibia                     | 1    | 4      | 1      | 6      |
| 56    | Belgien                     | 1    | 2      | 5      | 8      |
| 57    | Türkei                      | 1    | 2      | 1      | 4      |
| 58    | Sambia                      | 1    | 2      | 0      | 3      |
| 59    | Slowenien                   | 1    | 1      | 3      | 5      |
| 60    | Tunesien                    | 1    | 1      | 1      | 3      |
| 61    | Panama                      | 1    | 1      | 0      | 2      |
| 61    | Botswana                    | 1    | 1      | 0      | 2      |
| 61    | Eritrea                     | 1    | 1      | 0      | 2      |
| 64    | St. Kitts und Nevis         | 1    | 0      | 4      | 5      |
| 65    | Slowakei                    | 1    | 0      | 3      | 4      |
| 66    | Syrien                      | 1    | 0      | 2      | 2      |
| 67    | Senegal                     | 1    | 0      | 1      | 2      |
| 67    | Somalia                     | 1    | 0      | 1      | 2      |
| 69    | Barbados                    | 1    | 0      | 0      | 1      |
| 69    | Nordkorea                   | 1    | 0      | 0      | 1      |
| 71    | Ungarn                      | 0    | 7      | 7      | 14     |
| 72    | Nigeria                     | 0    | 4      | 5      | 9      |
| 73    | Elfenbeinküste              | 0    | 4      | 1      | 5      |
| 74    | Kasachstan                  | 0    | 3      | 5      | 8      |
| 75    | Burundi                     | 0    | 2      | 1      | 3      |
| 75    | Dschibuti                   | 0    | 2      | 1      | 3      |
| 75    | Israel                      | 0    | 2      | 1      | 3      |
| 78    | Kamerun                     | 0    | 2      | 0      | 2      |
| 78    | Puerto Rico                 | 0    | 2      | 0      | 2      |
| 80    | Österreich                  | 0    | 1      | 3      | 4      |
| 81    | Ghana                       | 0    | 1      | 1      | 2      |
| 81    | Sri Lanka                   | 0    | 1      | 1      | 2      |
| 81    | Suriname                    | 0    | 1      | 1      | 2      |
| 81    | Zypern                      | 0    | 1      | 1      | 2      |
| 81    | Tansania                    | 0    | 1      | 1      | 2      |
| 81    | Bosnien und Herzegowina     | 0    | 1      | 1      | 2      |
| 87    | Bermuda                     | 0    | 1      | 0      | 1      |
| 87    | Sudan                       | 0    | 1      | 0      | 1      |
| 87    | Ägypten                     | 0    | 1      | 0      | 1      |
| 90    | Serbien                     | 0    | 0      | 3      | 3      |
| 91    | Lettland                    | 0    | 0      | 2      | 2      |
| 92    | Amerikanisch-Samoa          | 0    | 0      | 1      | 1      |
| 92    | Cayman Islands              | 0    | 0      | 1      | 1      |
| 92    | Dominica                    | 0    | 0      | 1      | 1      |
| 92    | Haiti                       | 0    | 0      | 1      | 1      |
| 92    | Indien                      | 0    | 0      | 1      | 1      |
| 92    | Iran                        | 0    | 0      | 1      | 1      |
| 92    | Saudi-Arabien               | 0    | 0      | 1      | 1      |
| 92    | Simbabwe                    | 0    | 0      | 1      | 1      |
| 92    | Burkina Faso                | 0    | 0      | 1      | 1      |
| 95    | Total                       | 776  | 783    | 780    | 2337   |

1. ↑  
| (Stand: 13. August 2017)                        |      |        |        |        |
| Mannschaft                                      | Gold | Silber | Bronze | Gesamt |
| BR Deutschland (1983 und 1987)                  | 2    | 6      | 3      | 11     |
| Deutsche Demokratische Republik (1983 und 1987) | 20   | 18     | 15     | 53     |
| Deutschland (seit 1991)                         | 36   | 35     | 43     | 114    |

## Dopingfälle
Dieser Abschnitt stellt eine Liste aller wegen Dopings aberkannten Medaillen bei Leichtathletik-Weltmeisterschaften dar. Bis zum 31. Juli 2017 vergab die IAAF insgesamt 47 Medaillen (25 Gold-, 13 Silber- und neun Bronzemedaillen) nach Disqualifikation eines Medaillengewinners neu. Bei Staffeln sind in Klammern diejenigen Athleten angegeben, deren Vergehen zur Aberkennung der Medaille führte. Den Vereinigten Staaten wurden 14 Medaillen aberkannt, den Staaten der ehemaligen Sowjetunion 25 Medaillen, darunter Russland mit 16 und Belarus mit fünf Medaillen.

### Männer
| Disziplin         | Jahr | Athlet(en)                           | aberkannte Medaille | nachrückende Medaillengewinner                              |
| ----------------- | ---- | ------------------------------------ | ------------------- | ----------------------------------------------------------- |
| 100 m             | 1987 | Ben Johnson                          | Gold                | – Carl Lewis – Ray Stewart – Linford Christie               |
| 100 m             | 2001 | Tim Montgomery                       | Silber              | – Bernard Williams – Ato Boldon                             |
| 400 m             | 2003 | Jerome Young                         | Gold                | – Tyree Washington – Marc Raquil – Michael Blackwood        |
| 5000 m            | 2001 | Ali Saïdi-Sief                       | Silber              | – Million Wolde – John Kemboi Kibowen                       |
| 4 × 100 m Staffel | 1999 | Nigeria (Innocent Asonze)            | Bronze              | – Brasilien                                                 |
| 4 × 100 m Staffel | 2001 | USA (Tim Montgomery)                 | Gold                | – Südafrika – Trinidad und Tobago – Australien              |
| 4 × 100 m Staffel | 2003 | Großbritannien (Dwain Chambers)      | Silber              | – Brasilien – Niederlande                                   |
| 4 × 400 m Staffel | 1997 | USA (Antonio Pettigrew)              | Gold                | – Großbritannien – Jamaika – Polen                          |
| 4 × 400 m Staffel | 1999 | USA (Antonio Pettigrew)              | Gold                | – Polen – Jamaika – Südafrika                               |
| 4 × 400 m Staffel | 2001 | USA (Antonio Pettigrew)              | Gold                | – Bahamas – Jamaika – Polen                                 |
| 4 × 400 m Staffel | 2003 | USA (Calvin Harrison) (Jerome Young) | Gold                | – Frankreich – Jamaika – Bahamas                            |
| 20 km Gehen       | 2011 | Waleri Bortschin                     | Gold                | – Luis Fernando López – Wang Zhen – Stanislaw Jemeljanow    |
| 20 km Gehen       | 2011 | Wladimir Kanaikin                    | Silber              | – Luis Fernando López – Wang Zhen – Stanislaw Jemeljanow    |
| 50 km Gehen       | 1999 | German Skurygin                      | Gold                | – Ivano Brugnetti – Nikolai Matjuchin – Curt Clausen        |
| 50 km Gehen       | 2011 | Sergei Bakulin                       | Gold                | – Denis Nischegorodow – Jared Tallent – Si Tianfeng         |
| Kugelstoßen       | 1991 | Georg Andersen                       | Silber              | – Lars Arvid Nilsen – Oleksandr Klymenko                    |
| Kugelstoßen       | 1993 | Mike Stulce                          | Bronze              | – Oleksandr Bahatsch                                        |
| Kugelstoßen       | 1997 | Oleksandr Bahatsch                   | Gold                | – John Godina – Oliver-Sven Buder – Cottrell J. Hunter      |
| Kugelstoßen       | 2007 | Andrej Michnewitsch                  | Bronze              | – Rutger Smith                                              |
| Kugelstoßen       | 2011 | Andrej Michnewitsch                  | Bronze              | – Christian Cantwell                                        |
| Hammerwurf        | 2005 | Iwan Zichan                          | Gold                | – Szymon Ziółkowski – Markus Esser – Olli-Pekka Karjalainen |
| Hammerwurf        | 2005 | Wadsim Dsewjatouski                  | Silber              | – Szymon Ziółkowski – Markus Esser – Olli-Pekka Karjalainen |
| Speerwurf         | 1993 | Dmitri Poljunin                      | Bronze              | – Mick Hill                                                 |

### Frauen
| Disziplin | Jahr | Athletin(nen)                    | aberkannte Medaille | nachrückende Medaillengewinnerinnen                                      |
| --- | ---- | -------------------------------- | ------------------- | ------------------------------------------------------------------------ |
| 100 m | 2001 | Marion Jones                     | Silber              | – Ekaterini Thanou – Chandra Sturrup                                     |
| 100 m | 2003 | Kelli White                      | Gold                | – Torri Edwards (2.) – Chandra Sturrup (4.) – Ekaterini Thanou (5.)      |
| 100 m | 2003 | Schanna Block                    | Bronze              | – Torri Edwards (2.) – Chandra Sturrup (4.) – Ekaterini Thanou (5.)      |
| 200 m | 2001 | Marion Jones                     | Gold                | – Debbie Ferguson (2.) – LaTasha Jenkins (4.) – Cydonie Mothersille (5.) |
| 200 m | 2001 | Kelli White                      | Bronze              | – Debbie Ferguson (2.) – LaTasha Jenkins (4.) – Cydonie Mothersille (5.) |
| 200 m | 2003 | Kelli White                      | Gold                | – Anastassija Kapatschinskaja – Torri Edwards – Muriel Hurtis            |
| 400 m | 2013 | Antonina Kriwoschapka            | Bronze              | – Stephenie Ann McPherson                                                |
| 800 m | 2013 | Marija Sawinowa                  | Silber              | – Brenda Martinez – Alysia Montaño                                       |
| 1500 m | 1987 | Sandra Gasser                    | Bronze              | – Doina Melinte                                                          |
| 1500 m | 2007 | Jelena Sobolewa                  | Silber              | – Iryna Lischtschynska – Daniela Jordanowa                               |
| 10.000 m | 2007 | Elvan Abeylegesse                | Silber              | – Kara Goucher – Joanne Pavey                                            |
| 3000 m Hindernis | 2009 | Marta Domínguez                  | Gold                | – Julija Saripowa – Milcah Chemos Cheywa – Gulnara Galkina               |
| 3000 m Hindernis | 2011 | Julija Saripowa                  | Gold                | – Habiba Ghribi – Milcah Chemos Cheywa – Mercy Wanjiku Njoroge           |
| 4 × 100 m Staffel | 2001 | USA (Marion Jones) (Kelli White) | Gold                | – Deutschland – Frankreich – Jamaika                                     |
| 4 × 400 m Staffel | 2013 | Russland (Antonina Kriwoschapka) | Gold                | – USA – Großbritannien – Frankreich                                      |
| 10 km Gehen | 1997 | Olimpiada Iwanowa                | Silber              | – Olga Kardopolzewa – Waljanzina Zybulskaja                              |
| 20 km Gehen | 2009 | Olga Kaniskina                   | Gold                | – Olive Loughnane – Liu Hong – Anissja Kirdjapkina                       |
| 20 km Gehen | 2011 | Olga Kaniskina                   | Gold                | – Liu Hong – Anissja Kirdjapkina – Elisa Rigaudo                         |
| Weitsprung | 2005 | Tatjana Kotowa                   | Silber              | – Eunice Barber – Yargelis Savigne                                       |
| Kugelstoßen | 2005 | Nadseja Astaptschuk              | Gold                | – Olga Rjabinkina (2.) – Valerie Vili (3.) – Nadine Kleinert (5.) a      |
| Diskuswurf | 2001 | Natalja Sadowa                   | Gold                | – Elina Swerawa – Nicoleta Grasu – Anastasia Kelesidou                   |
| Diskuswurf | 2007 | Darja Pischtschalnikowa          | Silber              | – Yarelys Barrios – Nicoleta Grasu                                       |
| Hammerwurf | 2005 | Olga Kusenkowa                   | Gold                | – Yipsi Moreno – Tatjana Lyssenko – Manuela Montebrun                    |
| Siebenkampf | 2011 | Tatjana Tschernowa               | Gold                | – Jessica Ennis – Jennifer Oeser – Karolina Tymińska                     |
| a Die ursprünglich viertplatzierte Russin Swetlana Kriweljowa wurde ebenfalls wegen eines Dopingvergehens disqualifiziert. |      |                                  |                     |                                                                          |